# 井野修
井野修（いの おさむ、1954年4月24日 - ）は、群馬県伊勢崎市出身のプロ野球審判員。いせさき教育アンバサダー。
セ・パの審判部が完全統合された2011年（平成23年）より、審判長を務め、2014年（平成26年）1月から日本野球機構（NPB）参与・審判技術委員長兼野球規則委員となる。現役時代の審判員袖番号1。

## 来歴・人物
伊勢崎市立宮郷小学校、宮郷中学校、群馬県立前橋高等学校から神奈川大学在籍中の1976年（昭和51年）にセントラル・リーグ審判部へ入局し、大学在籍中の1年間は学生と審判員の“二刀流”であった。
1978年（昭和53年）4月2日神宮球場でのヤクルトスワローズ‐広島東洋カープ戦、レフト側外審で1軍初出場。
1989年、35歳にして日本シリーズ初出場するなど、若い頃から順調にキャリアを重ね、1996年に審判部主任、1997年（平成9年）には43歳にして審判部副部長、2003年（平成15年）から小林毅二前審判部長の後を継ぎ部長に就任。2009年（平成21年）は79試合に出場し、2009年（平成21年）シーズン終了時点での通算出場試合数は2902試合、オールスター出場6回（1986年、1989年、1992年、1994年、1996年、1998年）、日本シリーズ出場12回（1989年、1991年、1992年、1994年〜2001年、2005年）。
オールスターでは1989年、1992年、1996年のいずれも第1戦で球審。
日本シリーズでは、1996年（平成8年）に第1戦、1997年（平成9年）・1999年（平成11年）に第2戦、1994年（平成6年）に第3戦、1989年に第4戦、1992年（平成4年）・1998年（平成10年）・2000年（平成12年）に第5戦の球審をそれぞれ担当している。21世紀に入ってからは2001年（平成13年）、2005年（平成17年）の日本シリーズに出場したが、球審を務めることはなかった。
2023年2月、独立リーグの四国アイランドリーグplusおよびベースボール・チャレンジ・リーグ（ルートインBCリーグ）共通の審判アドバイザーに就任することが発表された（谷博と同時就任）。

## 審判出場記録
- 初出場：1978年4月2日、ヤクルト‐広島2回戦（神宮）、右翼外審
- 出場試合数：2902試合（セ・リーグ2754、交流戦84、日本シリーズ50、オールスター14）
- オールスター出場：6回（1986年、1989年、1992年、1994年、1996年、1998年）
- 日本シリーズ出場：12回（1989年、1991年、1992年、1994～2001年、2005年）

（記録は2009年シーズン終了時）